# De Spelbrekers

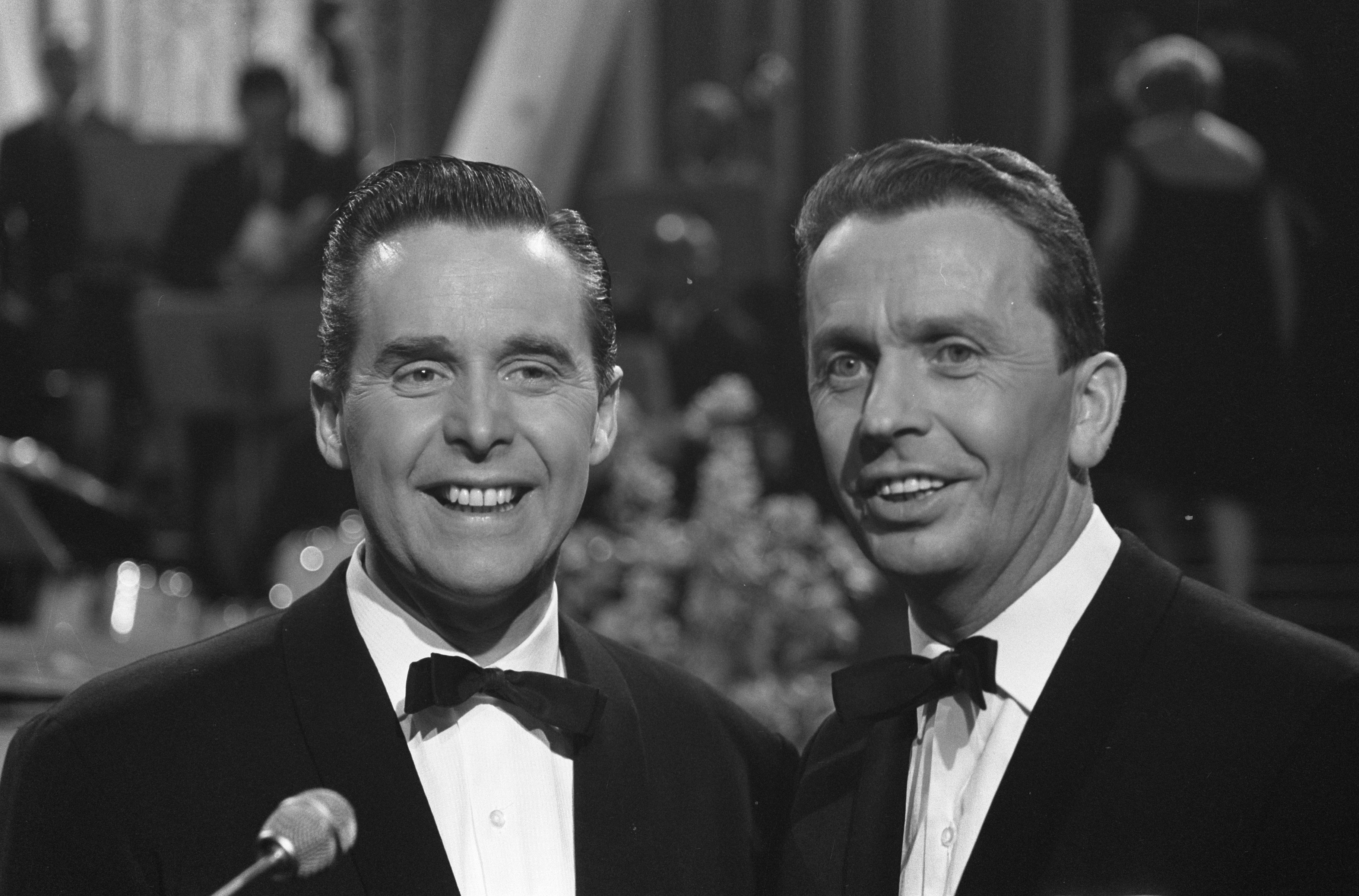
De Spelbrekers beim nationalen Vorentscheid zum Eurovision Song Contest 1962

De Spelbrekers (dt.: „Die Spielverderber“) war ein niederländisches Schlagerduo. Es wurde 1945 von den beiden Sängern Theo Rekkers (1923–2012) und Huug Kok (1918–2011) gegründet.

## Bandgeschichte
Rekkers und Kok hatten sich während des Zweiten Weltkrieges in einer Munitionsfabrik in Bremen kennengelernt, wo sie zur Zwangsarbeit eingesetzt waren. Als sie in die Niederlande geschickt wurden, um für ein Kabarettprogramm Kostüme auszusuchen, nutzten sie die Gelegenheit zur Flucht und tauchten bis Kriegsende unter.
Der landesweite Durchbruch gelang den beiden 1956 mit dem Karnevalsschlager Oh wat ben je mooi. 1962 gewannen sie mit dem Titel Katinka das Nationaal Songfestival, die niederländische Vorentscheidung zum Eurovision Song Contest in Luxemburg. Dort teilten sie sich jedoch mit Belgien, Österreich und Spanien den letzten Platz. Erstmals in der Geschichte des Wettbewerbs blieben die Niederlande in der Abstimmung ohne Punkt. Dem Erfolg in ihrem Heimatland tat das schlechte Abschneiden jedoch keinen Abbruch und der Song entwickelte sich zu einem Hit.
In den folgenden Jahren folgten weitere Singles, jedoch ohne größeren kommerziellen Erfolg. 1975 beschlossen die beiden Musiker, künftig nicht mehr aufzutreten, und verlegten den Schwerpunkt ihrer beruflichen Tätigkeit auf das Musikmanagement. Zu den von ihnen betreuten Künstlern zählen André van Duin, Jan Blazer, Ben Cramer, Saskia & Serge sowie Joke Bruijs.